# Agregación de historia
La agregación de historia es una de las agregaciones o títulos sometidos a concurso-oposición (lauréats du concours de l'agrégation) que permiten el acceso a la docencia de la enseñanza secundaria en Francia, vinculada a los estudios de historia y geografía (cuya proximidad científica y metodológica es una característica de la tradición académica francesa).
La agregación de historia se instauró en 1830 (las agregaciones genéricas datan del siglo XVIII), y actualmente sigue constituyendo, junto con el certificado de aptitud para la enseñanza secundaria (CAPES), el principal acceso al desempeño de esa profesión en los collèges y lycées. Tiene un alto nivel de exigencia y prestigio social en la tradición académica francesa. En muy raras ocasiones, incluye temas externos a la historia nacional. 
La agregación de Historia también constituye un título que permite enseñar en la universidad, dado que, salvo raras excepciones, un doctor en historia no tiene ninguna oportunidad de convertirse en maître de conférence si no ha obtenido previamente la agregación de historia. Los agregados de historia tienen 15 horas de clase a la semana, frente a las 18 horas de los certifiés. De igual modo, obtienen más fácilmente un puesto en un lycée (instituto). 
Al ser muy selectiva, la agregación está asociada al ideal de elitismo en Francia  y a la escuela laica republicana. Es objeto de las críticas tanto de los profesores de secundaria como de los universitarios que ejercen la docencia sin haberla necesariamente obtenido. Para algunos constituye un obstáculo para una mayor flexibilidad en gestión del profesorado. En cualquier caso, la Universidad dedica un tiempo bastante considerable a la preparación de este concurso, para el que se movilizan profesores de todo el país. Se publican anualmente trabajos de divulgación y manuales de preparación. Esto justifica que, en muchas ocasiones, los profesores deban dejar a un lado la investigación de alto nivel para preparar a los opositores.

## Condiciones de inscripción en el concurso
- Pueden inscribirse en el concurso de agregación de historia los titulares:
  - de un master de nivel 1 de cualquier disciplina
  - de un Certificat d'aptitude au professorat de l'enseignement du second degré (CAPES) completo de historia y geografía con el stage incluido
  - del CAPLP

## Pruebas del concurso
- Pruebas de admisibilidad (Épreuves d'admissibilité) escritas:

| Prueba                                                 | Duración | Coeficiente |
| 1. Dissertation d'histoire Disertación de historia     | 7 h      | 1           |
| 2. Dissertation d'histoire                             | 7 h      | 1           |
| 3. Commentaire de texte Comentario de texto            | 7 h      | 1           |
| 4. Dissertation de géographie Disertación de geografía | 7 h      | 1           |

Cada una de las pruebas escritas de historia aborda obligatoriamente un periodo histórico diferente. Además, las dos disertaciones se dan en un orden cronológico: si la historia medieval, por ejemplo, cae en la primera disertación, la segunda disertación tiene que ser sistemáticamente sobre la cuestión de historia moderna o la de historia contemporánea (y no de historia antigua, que puede caer en el comentario).
- Pruebas prácticas y orales (Épreuves pratiques et orales):

| Prueba                                                                                          | Preparación | Duración                                       | Coeficiente |
| 1. Leçon d'histoire générale («hors-programme») Lección de historia general "fuera de programa" | 6 h         | 0 h 50 lección: 0 h 35 entrevista: 0 h 15      | 2           |
| 2. Commentaire d'histoire Comentario de historia                                                | 6 h         | 0 h 45 lección: 0 h 25 entrevista: 0 h 20      | 2           |
| 3. Épreuve de géographie Prueba de geografía                                                    | 6 h         | 0 h 45 presentación: 0 h 25 entrevista: 0 h 20 | 2           |

## Cuestiones del programa
En historia, dos cuestiones de las cuatro se renuevan cada año, permaneciendo en el programa dos años. En geografía, una cuestión sobre Francia se mantiene cada año, mientras que la otra cuestión cambia todos los años.

## Publicaciones ligadas a la agregación
Con la renovación anual de cuestiones de historia, la producción de obras y artículos se multiplica de forma impresionante, aunque suelen abundar los manuales de divulgación. Las interminables listas de referencias bibliográficas tienen el mérito de proponer un balance de una corriente completa de la historiografía. Ciertos editores se aprovechan de este "mercado cautivo" para introducir en el mercado obras menos rigurosas.

## Tasas de éxito
La tasa de éxito es muy variable para cada una de las academias preparatorias del concurso. Es excepcionalmente elevada en las academias de Créteil-Paris-Versailles y de Lyon, por razón de la presencia en cada uno de esos entornos de una escuela normal superior prestigiosa (rue d'Ulm y Lyon-LSH) y facultades universitarias reputadas, como Paris-I y Paris-IV.

## Agregados de historia célebres
En campos como la historiografía o la geografía, pero también las artes y la política, han destacado muchos titulares de agregación de historia, entre otros:
Alexandre Adler (1974), Maurice Agulhon (1950), Lucie Aubrac (1938), Alfred Baudrillart (1881), Alain Besançon (1957), Georges Bidault (1925), François Bluche (1950), Jérôme Carcopino (1904), Pierre Chaunu (1947), Philippe Contamine (1956), Joël Cornette (1974), Denis Crouzet (1976), Daniel-Rops (1922), Jean Delumeau (1947), Albert Demangeon (1895), Georges Duby (1942), Jacques Droz (1932), Jacques Dupâquier (1949), Jean-Baptiste Duroselle (1943), Victor Duruy (1833), Jean Favier (1959), François Furet (1954), Max Gallo (1960), Pierre Gaxotte (1920), Pierre George (1930), Raoul Girardet (1944), Jules Isaac (1902), Jean-Noël Jeanneney (1965), Louis Joxe (1925), Camille Jullian (1880), Roger Karoutchi (1974), André Kaspi (1961), Annie Kriegel (1948), Michel Labrousse (1935), Ernest Lavisse (1865), Marc Lazar (1979), Jacques Le Goff (1950), Robert Mandrou (1950), Henri-Irenée Marrou (1929), Emmanuel de Martonne (1895), Roland Marx (1956), Albert Mathiez (1897), Jean Poperen (1947), Antoine Prost (1957), Madeleine Rebérioux (1945), Romain Rolland (1889), Charles Seignobos (1877), Jean-François Sirinelli (1973), Albert Soboul (1938), Albert Thibaudet (1908), Jean Tulard (1958), Maurice Vaïsse (1967), Jacques Verger (1966), Paul Vidal de la Blache (1866), Pierre Vidal-Naquet (1955), Jean Vigier (1946), Laurent Wauquiez (1997), Olivier Wievorka (1984), Michel Winock (1961), Laurent Wirth (1979).